# آفاتار: أسطورة أنج
آفاتار: أسطورة أنج (بالإنجليزية: Avatar: The Legend of Aang)‏ في المملكة المتحدة؛ أيضاً يعرف باسم أفاتار: مسخر الهواء الأخير (بالإنجليزية: Avatar: The Last Airbender)‏ في الولايات المتحدة هو مسلسل رسوم متحركة تلفزيوني أمريكي تم بثه لثلاثة مواسم (أشير إليها باسم «الكتب» في عنوان كل حلقة) على نكلوديون من عام 2005 إلى عام 2008. وتدور أحداث المسلسل في عالم خيالي له طابع آسيوي حيث يتحكم الناس بالعناصر الطبيعية الأساسية وتحريك الأشياء عن طريق الفنون القتالية الصينية. المسلسل عبارة عن رسوم متحركة، وتعتمد على الصور من مختلف المجتمعات، مثل شرق آسيا، الإنويت، جنوب شرق آسيا، جنوب آسيا، ومجتمعات العالم الجديد. ولذلك كثر النقاش عن ما إذا كان العمل يعتبر من صنف الأنيمي.
يتبع المسلسل مغامرات البطل الذي يدعى آنغ والبالغ من العمر اثني عشر عامًا وأصدقائه، وتقع على عاتقهم مهمة إحلال السلام والوحدة للعالم بإنهاء الحرب بين أمة النار ضد الأمم الثلاث الأخرى. عرضت الحلقة التجريبية في 21 فبراير 2005،  ثم انتهى المسلسل بحلقة خاصة مدتها ساعتان يوم 19 يوليو 2008 ولقيت الثناء من النقاد. تم تسويق المسلسل على وسائط مختلفة، بما في ذلك دي في دي، آي تيونز، وتسوق زون، إكس بوكس لايف ماركت بليس، بلاي ستيشن ستور، نيتفليكس، أمازون فيديو، وشبكة نيكتونز.
تلقى المسلسل طوال فترة عرضه استحسان الجمهور والنقاد على مستوى العالم. اتجهت الإشادة إلى الفن، والفكاهة، والتلميحات الثقافية، والشخصيات، والموضوعات. كما حقق نجاحا تجاريًا وجمع 5.6 مليون مشاهد في أفضل تصنيف له وتلقي درجات عالية في ترتيب برامج نيكتون، حتى خارج الفئات السنية المحدد لها بين 6 و11 عاما. وقد ترشح المسلسل للعديد من الجوائز مثل جوائز آني، جوائز جينيسيس، وجائزة إيمي برايم تايم وجائزة بيبودي، وغيرها من الجوائز. دفع نجاح الموسم الأول أن تقوم نيكلوديون بإنتاج الموسم الثاني والثالث.
أنتج من المسلسل فيلم طويل تلقى انتقادات حادة ولكنه نجح ماليا، بعنوان ذا لاست إيربندر، من إخراج إم. نايت شيامالان. كما أنتجت دمى عن الشخصيات؛ بطاقات عن الشخصيات؛ ثلاثة ألعاب فيديو؛ ودمى صوف وزعتها شركة باراماونت باركس ومجموعتين من ألعاب الليغو. وأصدر كتاب فني أيضا في منتصف عام 2010. أنتج مسلسل لاحق بعنوان أسطورة كورا، وتم بثه من عام 2012 إلى 2014.

## القصة
في زمن عاشت فيه أربعة قبائل (الأرض والماء والنار والهواء) حيث يوجد الأفاتار سيد هذه الأربعة عناصر
والقادر على الحفاظ على التوازن بينهم ولكن عندما بدأت أمة النار في الغزو على باقى القبائل
وعندما كان العالم في أمس الحاجة إليه... اختفى لمدة 100 عام ثم عاد بعد أن اكتشفاه الاخوين ساكا وكتارا وهو طفل صغير في جبل جليدي مع حيوانه الطائر آبا
لذلك عليه القيام بواجبه وهو إعادة التوازن للعالم وإنهاء الحرب بين القبائل ولكى يستطيع ذلك عليه أولاً تعلم الأربعة عناصر لكى يستطيع مواجهة رب النار وهزيمته.
بعد اكتشاف كتارا وساكا الافاتار آنغ (أفاتار) تقوم كتارا بأخذ الفتى الغريب آنج إلى قبيلتها الذي يخفي عنها انه الافاتار وتعرف أهل القرية على انج الذين تعجبوا من وجود مسخر بعدما تم القضاء عليهم وفي هذا الحين يكتشف زوكو ابن ملك عشيرة النار المنفي ان الافاتار قد ظهر ويظن انه كان حيا طيلة المئة عام وانه تعلم كل العناصر ويتسرع في تدريبه ويحاول ان يعثر على الافاتار ويقبض عليه حتى يعود إلى وطنه.
بعد اصطحاب كتارا أو كيتارا كما في الدبلجة العربية تاخذه معه ليتزلج ثم يصلا إلى سفينة قديمة مهجورة لعشيرة النار والتي كان يريد آنج الدخول فيها لكن كتارا حذرته لكن لم يهتم ودخل ودخلت معه حيث عرف هناك ان حربا قد قامت بسبب عشيرة النار ويكتشف انه ظل في الجبل الجليدي مائة عام ولكن وقعا في فخ علم به زوكو مكان الافاتار وأنه ما زال صغيرًا.
يعود الافاتار ومعه كتارا إلى القرية وجدوا القرية تستعد لمواجهة جنود عشيرة النار وتم طرد انج لانه السبب في هجوم عشيرة النار وحدث ذلك بالفعل وقد اتى انج ليخبر زوكو ألا يؤذي القبيلة فهو يبحث عنه ويسلم نفسه له وتكتشف القبيلة ان آنج هو الافاتار.
يقوم زوكو بأسر الافاتار وأخذ عصاه منه فيحاول انج الفرار من الجنود وفي القبيلة كانت كتارا تود الذهاب إلى انج لكنها تفاجئت بان ساكا قد أحضر مركبه ليذهبا لآنج وجدتها، حاول آنج الفرار ونجح ذلك حتى بعد تصدي زوكو له لكن بعدما قفز وطار بعصاه قام زوكو بالقفز ورائه والتشبث بقدمه فوقعا على السفينة وفي هذا الحين كان ساكا وكتارا على مرمى البصر لكن لم يلحقا انج فقد سقط في الماء أثناء مواجهته لزوكو لكن تحول انج لحالة الافاتار واستطاع أن يسخر الماء حتى أوقع زوكو في الماء، ثم ساعداه ساكا وكتارا عن طريق تسخيرها الماء فهي تعتبر آخر مسخرة ماء في الجزء الجنوبي ويقررا ان يذهبان إلى القطب الشمالي لتعلم تسخير الماء....

### الجزء الأول (الكتاب الأول الماء)
في الكتاب الأول يقابل آنج صديقاه ساكا وكتارا بعدما اخرجاه من الجبل الجليدي وسيكونان معه في رحلته في تعلم العناصر الثلاثة وسيقابل أيضاً في هذا الجزء صديقه القديم القائد بومي بعدما أصبح كبيرا فهو يتعدى الآن المئة عام وأيضا قابل سوكي وقابل زوكو ابن ملك النار المنفي والقائد جاو من عشيرة النار والعديد من المعملمين كالمعلم باكو من قبيلة الماء الشمالية والمعلم جون أو من علمه تسخير النار لكن لم يكمل مع انج

### الجزء الثاني (الكتاب الثاني الأرض)
في هذا الجزء يحاول انج تعلم تسخير الأرض بعد تعلمه تسخير الماء فيتجه إلى صديقه بومي لكنه يرفض ان يعلمه ويقول له ان يبحث عن معلم آخر، فيقوم بالبحث عن من يعلمه حتى يتعرف على توف عندما شاهدها وهي تقاتل في مسابقة فيفوز عليها ثم يذهب إليها ويطلب منها ان تعلمه وايضا يقابل أعداءً جدد مثل أزولا شقيقة زوكو وصديقتاها ماي وتاي لي وفي هذا الجزء يموت آنج بعد صعق أزولا له لكن أعادته كتارا للحياة عن طريق ماء الأرواح الذي أعطاه باكو لها.

### الجزء الثالث (الكتاب الثالث النار)
في هذا الجزء يتجه آنج إلى عشيرة النار متخفيا كانه مواطن عادي هو وأصدقاؤه ويهاجم عشيرة النار في يوم الكسوف الذي يسمى عند عشيرة النار يوم الشمس السوداء ويقابل أيضا عدوه القديم زوكو الذي يصبح بعد ذلك صديقا لهم ومعلمه لتسخير النار، وفي النهاية يقوم آنج بمواجهة أوزاي وهزمه وإحلال السلام
يظهر في مسلسل أسطورة كورا ان آنج تزوج كتارا وأنجب منها 3 أطفال منهم تنزن الذي يعلم الافاتار الجديدة كورا تسخير الهواء وأيضا أنشأ آنج مدينة الجمهورية لتكون العاصمة..

## حالة الآفاتار
هي عبارة عن الحالة التي يتجمع فيها كل افاتار سابق لانج بقوته مع انك ليكونوا حالة الافاتار للدفاع عن النفس والقتال.

## الشخصيات

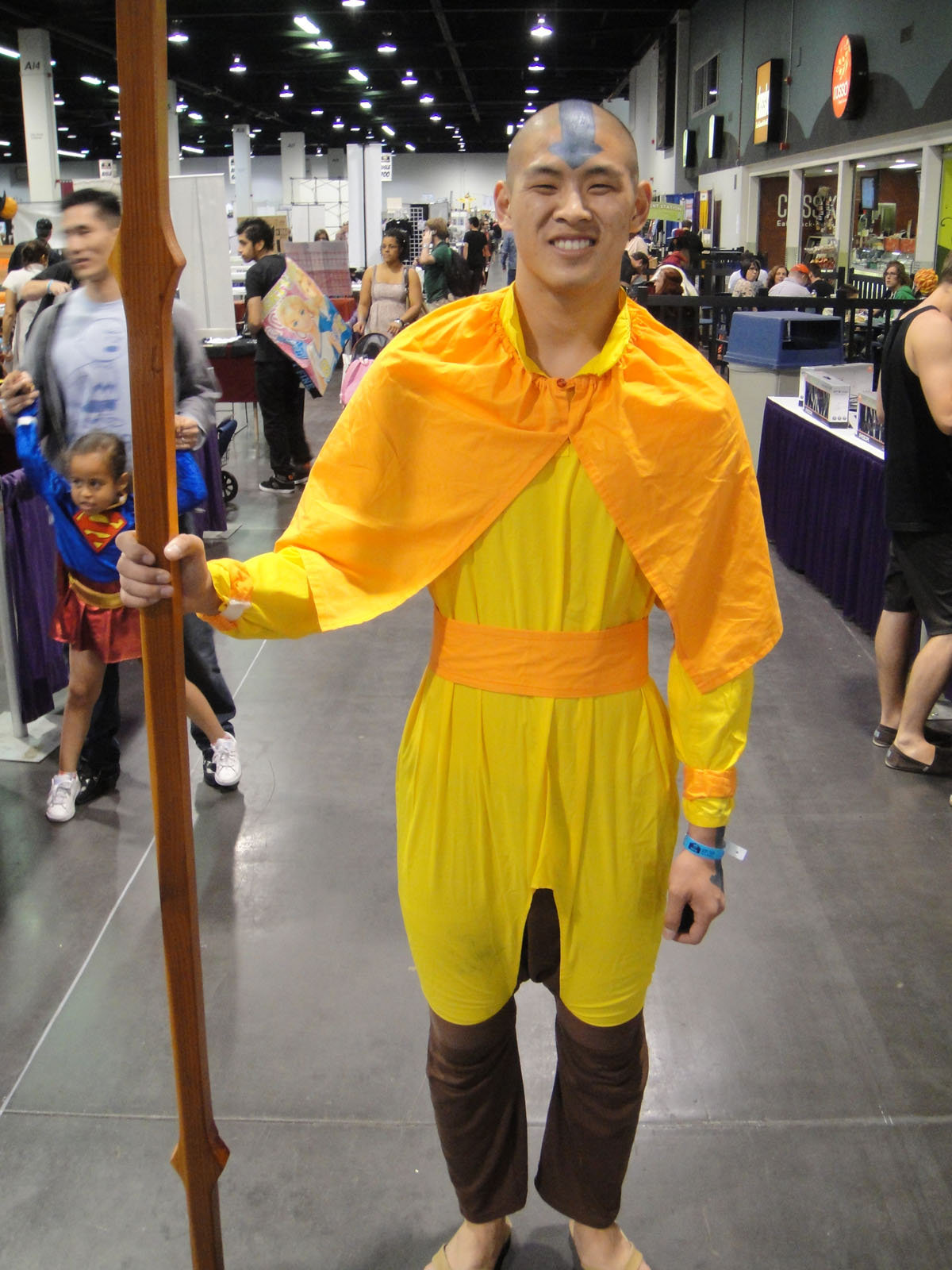
Wizard World Anaheim 2011 - Aang, the Last Airbender

آنغ (أفاتار) : انج هو البطل عمره 12 عامًا وهو الاخير من عشيرة الهواء والافتار الاخير الذي ظهر بعد 100 سنة ويجب عليه تعلم تسخير العناصر الأربعة لكى ينقذ العالم وانج يحب الحيوان فلديه أبا وهو ثور طائر ومومو هو حيوان الليمور المنقرض
كتارا: كيتارا وكتارا هي صديقة انج المفضلة وزوجته كما يظهر في أسطورة كورا، قوتها تسخير الماء وهي التي اكتشفت انج هي واخيها سوا
) وعمرها 14 عامًا تقريبا وهي الوحيدة التي تملك القدرة على تسخير الماءفي القطب الجنوبي وصديقتها المفضلة توف ولكنهما يتشاجران كثيرا
ساكا أو سوكا: بارع في القتال بالادوات الحادة وايضا اكتشف الافاتار مع كتارا هدفة: ان يحمى عشيرة الماء مع اختة، صديقة المفضل: انج، صديقتة المفضلة سوكى، وهو العقل المدبر للفريق
توف: اللصة العمياء كما اشتهرت في مملكة الأرض.. ابنة إحدى أغنى العائلات فيها.. من يراها لا يصدق أبدًا أنها لا ترى أو كفيفة.. فهي تشعر بكل شيء.. وهي مسخرة أرض من الدرجة الأولى.. تصبح معلمة آنج لتسخير الأرض..
سوكي: هي قائدة محاربات الكيوشي هي فتاة ذكية وقوية في البداية كان يسخر ساكا منها لكونها فتاة لكن في النهاية اعتذر لها وأصبحا صديقان تنضم لفريق الافاتار بعد إخراج ساكا لها من سجن مملكة النار
زوكو: الأمير ابن ملك عشيرة النار.. نفي من وطنه وأمر بإحضار الأفتار لاستعادة شرفه.. منذ البداية يظهر كعدو لدود لآنج ومجموعته.. لكنه في النهاية يتحالف معهم ويصبح معلم آنج في تسخير النار.. صديقته المفضلة: مي
العم أيرو: عم زوكو ومربيه..فقد ابنه في الحرب.. فأصابه الحزن.. ولم يقدر على حكم عشيرة النار.. رافق زوكو دائمًا حتى حينما تمرد على عشيرة النار.. وعلمه الأساليب القتالية.. وهو معروف بحبه الشديد للشاي وحكمته.
أزولا: شقيقة زوكو الصغرى.. مسخرة نار أسطورية.. ذكية وقاسية القلب.. سميت على اسم جدها ملك النار أوزولو... يرى الجميع فيها حاكمة قوية لعشيرة النار.. وهي تطارد الأفتار بعد فشل أخيها في الإمساك به.. صديقتاها المفضلتان ومساعدتاها: مي وتاي لي
روكو: هو الافاتار السابق لآنج (مسخر نار) وهو صديق معلم آنج الراهب كريستو وصديق سوزن زعيم النار الذي بدأ الحرب وقد مات روكو في محاولة لاخماد نار البركان الذي في جزيرته
آبا: الثور الطائر الخاص بآنج.. وهو الأخير من فصيلته حيث وجد مع آنج في الجبل الجليدي ذاته ولا يطير الا إذا قيل له يب يب
الراهب كياتسو: هو معلم آنج وكان ذو شخصية مرحة.
باكو: معلم آنج وكتارا تسخير الماء وكان خاطبا لجدة كتارا وساكا وهو من أعطى كتارا ماء الأرواح
تاي لي: صديقة أزولا ومي قوية ولا تستخدم أي تسخير في القتال
مي: صديقة أزولا وتاي لي ذكية وقوية كانت تبحث عن الافاتار مع أزولا للتخلص من مللها وهي صديقة لزوكو
مومو: الليمور المرافق للمجموعة.. الأخير من فصيلته كما هو الحال مع آبا لا يستطيع فهم ما يطلبه منه الناس، ويستطيع الطيران أيضًا.
كيوشي: هي الافاتار السابقة لروكو وهي مسخرة أرض
الملك بومي: هو أحد اصدقاء انج قبل ان يتجمد في الجبل حيث انه ملك على مدينة اوماشو في مملكة الأرض يطلب منه انج تعليمه تسخير الأرض لكنه يرفض ويخبر انج ان يبحث عن معلم اخر وهي المعلمة توف

## العناصر الخمسة
الهواء: هو عنصر قبيلة الهواء الذين انقرضوا وأصبح آنج هو آخرهم وهو أول عنصر تعلمه آنج على يد معلمه الراهب: كياتسو
الماء: هو عنصر الحياة والعلاج وهو العنصر الثاني الذي تعلمه آنج على يد المعلم باكو وكتارا
الأرض: هو ثالث عنصر تعلمه آنج على يد توف وهو يعتبر عنصر الصلابة
النار: هو العنصر الأخير الذي تعلمه آنج على يد زوكو وجون الذي علمه المبادئ والاساسيات ويعتير هذا العنصر العنصر القوة
الطاقة: هو عبارة عن قوة أخذ التسخير من المسخر وهذه القوة لا يملكها إلّا الأفاتار